# Silay
Der Silay ist der nördlichste Vulkan auf der Insel Negros, er liegt 28 km östlich entfernt von Silay City im Marapara-Gebirge der Provinz Negros Occidental der Philippinen.
Der Schichtvulkan erreicht eine Höhe von 1.510 Metern über dem Meeresspiegel, sein Basisdurchmesser wird mit 20 km angegeben.
Das Gestein des Vulkans wird als basaltischer Andesit charakterisiert. Er besitzt eine 3,5 km große Caldera und wird als ein im Holozän aktiver Vulkan klassifiziert, aber es sind keine Eruptionen des Silay bekannt. 
Das Malisbog-Solfatara-Feld zeugt von fumarolischer Aktivität des Vulkans und besitzt große Schwefelvorkommen. Aus diesem Grunde wird der Silay als „potenziell aktiv“ eingestuft. 
Der Silay gehört zu den Kernzonen des Northern Negros Natural Parks, in dem zahlreiche vom Aussterben bedrohte endemischer Tierarten wie dem Visayas-Pustelschwein (Sus cebifrons) und des Prinz-Alfred-Hirsches (Cervus alfredi) leben.  